# Алогамія
Алогамія (англ. allogamy; від дав.-гр. ἄλλος (allos) «інший» і γάμος (gamos) «шлюб») — запліднення яйцеклітини однієї особини спермієм іншої. Антонімом є автогамія — самозапліднення. У людей запліднення є прикладом алогамії. Самозапилення відбувається в гермафродитних організмів, коли 2 гамети, злиті при заплідненні, походять від однієї особини. Воно поширене в рослин (див. Розмноження рослин) і деяких найпростіших.
У рослин алогамію називають перехресним запиленням. Цим терміном позначається перенесення пилку від однієї рослини задля запліднення квітки іншої.
паразити, які мають складний життєвий цикл можуть проходити через альтернативні стадії алогамного та автогамного розмноження, і опис досі невідомої алогамної стадії може бути важливою знахідкою з наслідками для вивчення захворювань людини.

## Уникнення ендогамної депресії
Алогамія зазвичай включає перехресне запліднення між неспорідненими особинами, що призводить до маскування шкідливих рецесивних алелей у нащадків. І навпаки, близький інбридинг, включаючи самозапліднення у рослин та автоміктичний партеногенез у перетинчастокрилих, має тенденцію призводити до експресії шкідливих рецесивних алелей (ендогамна депресія).
У дводомних рослин приймочка маточки може отримувати пилок від кількох різних потенційних донорів. Оскільки кілька пилкових трубок від різних донорів проростають крізь приймочку, щоб досягти зав'язі, материнська рослина-одержувач може здійснювати відбір пилку, віддаючи перевагу пилку з менш споріднених рослин-донорів. Таким чином, відбір після запилення може відбуватися, щоб сприяти алогамії та уникнути ендогамної депресії. Крім того, насіння може бути абортовано вибірково, залежно від спорідненості батьківських особин.